# 僖宗
僖宗（きそう）は、唐朝の第21代皇帝。懿宗の五男。

## 生涯
咸通14年（873年）、懿宗が崩御すると12歳で宦官たちに擁立されて即位した。在位期間中は宦官の田令孜に朝政を一任し、自らは享楽に耽った生活を送った。特に馬球を好み、側近の石野猪に対し「もし馬球の科挙があれば自ら状元となるであろう」と言った記録が『資治通鑑』に残されている。在位中は連年自然災害が続き、民衆の生活が困窮していた。
乾符元年（874年）、濮州で王仙芝が叛乱を起こした。また翌年には黄巣も冤句で決起、後に両者は合流し、大規模な農民叛乱（黄巣の乱）となる。王仙芝が死亡した後は黄巣が指導者となり浙東を攻撃、福建や広州を陥とした後に北上し潭州・江陵を次々と陥落させ中原へと軍を進めた。広明元年（880年）11月、黄巣軍は遂に洛陽を落とし、12月には長安を占拠した。
朝廷では宰相の盧携が自殺し、僖宗は田令孜と共に500の神策軍を率いて蜀へと逃亡した。逃亡した僖宗は沙陀族の李克用に救援を要請、李克用は黄巣軍を田陂にて破り、関中より黄巣軍を撤退させる。中和4年（884年）、叛乱に失敗した黄巣が自殺（部下による殺害説もある）、中和5年（885年）3月に僖宗は長安へと帰還するが、当時は地方で軍閥が割據し、朝廷の統治権が及ばない状況となっており、唐は実質的に河西・山南・剣南・嶺南西道数十州を統治する地方政権となっていた。
中和5年（885年）3月、田令孜と河中節度使の王重栄の対立から、王重栄が李克用へ支援を要請、その要請を容れた李克用は長安へと迫った。田令孜は再び僖宗と共に鳳翔へと逃亡、皇帝が逃亡した長安に諸道兵馬が進駐し、宮殿の大半が焼き討ちに遭って「宮闕蕭条、鞠為茂草」と形容されるに至った。
この混乱に乗じ、邠州節度使の朱玫は粛宗の子の襄王李僙の曾孫であった襄王李熅を皇帝に擁立した。僖宗が皇位を簒奪するものと非難、王重栄と李克用に朱玫討伐を命じた。また朱玫の寵臣の王行瑜にも朱玫の密勅を下し、この攻撃により朱玫及びその一派数百人が惨殺された。
戦乱が収まった光啓4年（888年）2月、僖宗は長安に帰還したが、朝政の実権は宦官の楊復恭が掌握していた。改元直後の文徳元年（888年）3月6日に崩御した。
皇位は弟の李傑（昭宗）が継承した。

## 人物
僖宗は暗愚な皇帝として現代では知られている。以下はそれを物語る話である。
- 長安を放棄して蜀に遷都したとき、一女官から非難されて返答することもできなかったという逸話が残されているが、これは僖宗の惰弱な性格を強調したものと考えられている。その陵は発掘調査されたが、墳丘の規模に比して石室はきわめて貧弱で、壁画なども粗末であった。
- 黄巣の乱から避難するため成都に入城した際の僖宗を史料は以下のように記録している。

```
「上（僖宗）、日夕、宦官と同処し、天下の事を議す。外臣に待すること殊に疏薄なり（僖宗は1日中、宦官と一緒に国政を執行した。重臣は外で待たせて国政に関わらせようとしなかった）」
```

- 成都に逃れた際、僖宗を保護したのは現地の司令官であった郭祺だった。本来ならば郭祺やその部下に手厚く褒賞を与えないといけないはずだが、僖宗は自分についてきた長安の軍隊だけを優遇して下賜品を与えたので、郭祺は激怒して反乱を起こし、成都の市街を放火してそこから飛び出したという。

## 宗室

### 子女
- 男子
  - 建王李震
  - 益王李陞
- 女子
  - 唐興公主
  - 永平公主